# 臺北文創
臺北文創開發股份有限公司（英語：Taipei New Horizon Co., Ltd.），簡稱臺北文創，是一間以台灣為基地的文化創意產業公司，成立於2009年1月6日，並於2013年5月15日正式開幕營運。

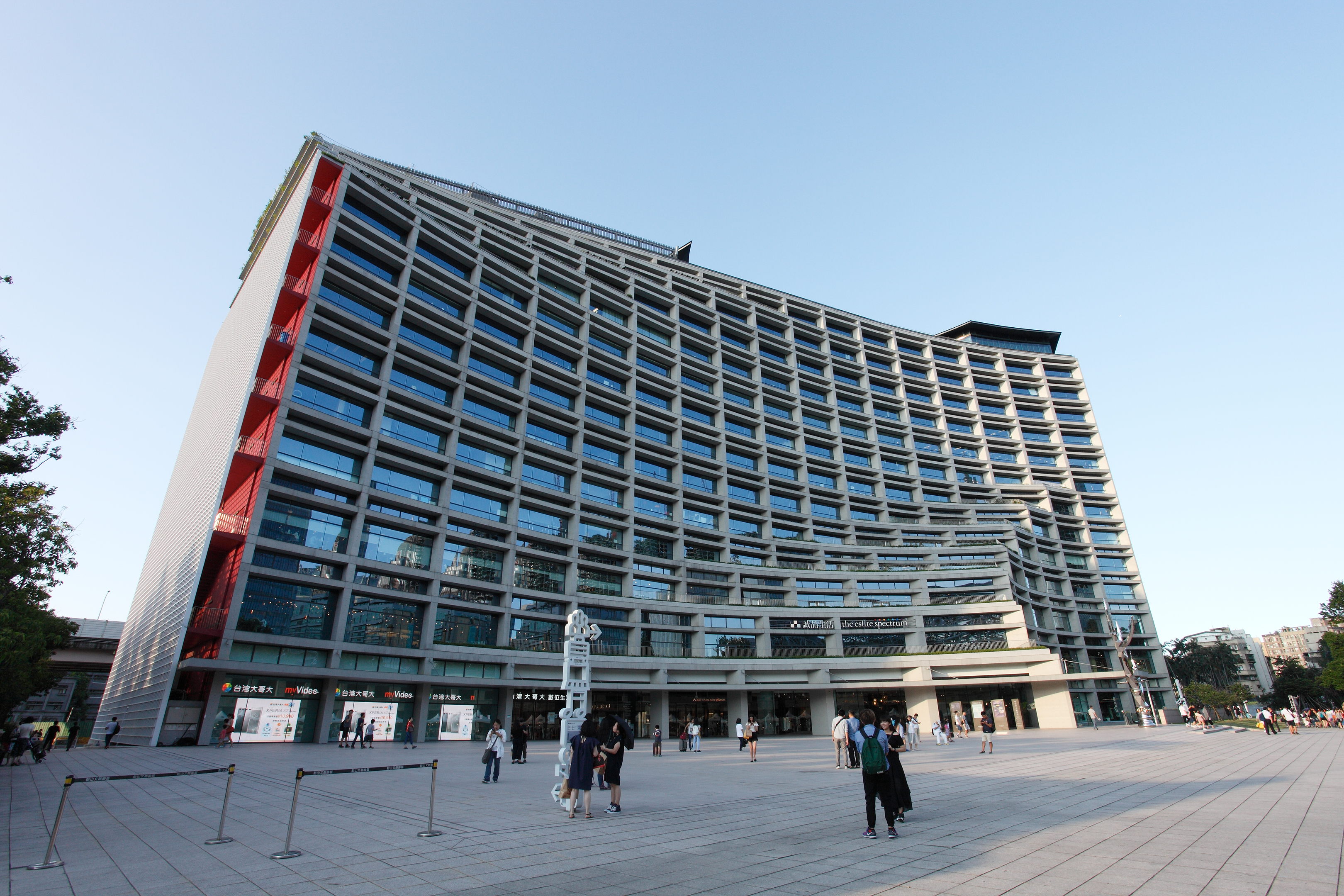
臺北文創大樓

## 簡介
臺北文創提供文化創意產業進駐，創造多元平台，讓創作者、平台經營者和消費者間緊密互動，暢通文化創意產業之研發創作、生產發行、銷售推廣三大管道，以促進文創產業永續發展。

## 大事紀
- 2009年1月6日：臺北文創開發股份有限公司設立完成。
- 2009年1月15日：臺北文創與臺北市政府簽訂「民間參與投資松山菸廠文化園區興建營運移轉(BOT)計畫」興建營運移轉契約。
- 2009年5月10日：臺北文創大樓興建工程，委任株式會社伊東豊雄建築事務所及大矩聯合建築師事務所共同規劃、設計及監造，中鹿營造興建。
- 2010年5月4日：臺北文創大樓取得雜項執照。
- 2010年6月18日：臺北文創大樓取得建造執照。
- 2010年10月20日：臺北文創大樓獲頒第12屆國家建築金質獎「規劃設計類-公共建築組」全國首獎。
- 2010年11月12日：臺北文創大樓興建工程開工動土。
- 2011年10月12日：臺北文創大樓通過內政部建築研究所黃金級綠建築審查。
- 2012年4月24日：臺北文創大樓舉行上樑典禮。
- 2013年3月29日：臺北文創大樓取得使用執照。
- 2013年5月15日：臺北文創大樓開始營運。
- 2013年9月9日：臺北文創獲臺北市政府文化局邀請參與「台北未來式」文化產業指標建築特展。
- 2013年12月10日：臺北文創大樓獲頒臺北市政府都市發展局「第5屆臺北市建築工程圍籬綠美化評選」垂直綠牆推動獎。
- 2013年12月23日：臺北文創捐助成立臺北文創基金會。
- 2014年4月21日：臺北文創基金會發表「臺北文創劇作大師計畫」，公共電視文化事業基金會、中華編劇學會與金馬創投會議共同合作。
- 2014年5月13日：臺北文創大樓公共藝術《幻境花園》開幕。
- 2015年12月2日：「2015臺北文創天空創意節」登場。
- 2016年1月15日：「2016臺北文創記憶中心」特展開幕。
- 2016年10月20日：「2016臺北文創天空創意節」登場。
- 2016年12月11日：首辦廣場野餐日《臺北文創廣場野餐趣-來菸廠88野餐吧！》。
- 2016年11月4日：「2016臺北文創記憶中心」獲得臺北市政府產業發展局2016臺北設計獎「臺北市長獎」。
- 2017年7月4日：「2016臺北文創天空創意節」百萬作品【XYZ嬉遊中-城市搖擺】榮獲《第十屆台灣室內設計大獎》臨時建築與裝置類TID獎。
- 2017年8月20日：「2016臺北文創記憶中心」獲得《2017 紅點傳達設計大獎》。
- 2017年9月15日：「2017臺北文創記憶中心」開幕，共同梳理各地關於「米」背後的故事。
- 2017年10月26日：「2016臺北文創天空創意節」百萬作品【XYZ嬉遊中-城市搖擺】榮獲《2017台北設計獎》公共空間設計類銅獎。
- 2017年10月26日：「2017臺北文創天空創意節」開幕，一起回溯初心、捕捉原味。
- 2017年12月10日：「2017臺北文創記憶中心」獲得2017 Taiwan Design BEST 100《最佳概念展覽活動》。
- 2018年8月9日：「2018臺北文創記憶中心」開幕，以流行音樂《Memory & Music》為題，以音樂聆聽、數據資料，結合新科技與互動裝置，創造新的理解角度與記憶。
- 2018年10月24日：「2017臺北文創記憶中心」榮獲《2018臺北設計獎》公共空間設計類優選。
- 2018年10月25日：「2018臺北文創天空創意節」開幕，突破框架、創意不設限。
- 2018年12月3日：「2017臺北文創記憶中心」榮獲《2018金點設計獎》年度特別獎-社會設計。
- 2018年12月10日：「2016臺北文創天空創意節」百萬作品【XYZ嬉遊中-城市搖擺】榮獲2019德國國家設計獎特別獎。
- 2018年12月10日：「2018臺北文創記憶中心」獲得2018 Taiwan Design BEST 100《最佳概念展覽活動》。
- 2019年9月23日：「2018臺北文創記憶中心」獲得2019金點設計獎《金點設計獎標章》。
- 2019年10月24日：「2019臺北文創天空創意節」開幕，讓創意活起來、讓城市更好玩。
- 2019年10月28日：「2019臺北文創記憶中心」官網開幕，線上互動建立Your Identity。
- 2020年5月15日：臺北文創七周年，舉辦「宅玩家大挑戰Creative Challenge」拍照徵件活動，運用科技盡情揮灑想像力和創意。
- 2020年9月23日：「2020臺北文創記憶中心」開幕，以《嘿！早餐吃什麼？》為題，一起重新發現台灣早餐店文化的美好。

## 股東與組織
臺北文創由富邦建設與台灣大哥大共同發起成立，富邦建設與台灣大哥大分別持有50.1%及49.9%股份，實收資本額為新台幣35億元。臺北文創各處室分別設有專責人員，負責工程進行、招商營運、旅館營運、財務會計、公共事務、行銷規畫及法務等事宜。

## 臺北文創大樓
本大樓為臺北文創負責經營管理的地上14層地下5層之綠建築，由日本建築師伊東豊雄設計。地下3樓至5樓為停車場，共提供約500格汽車停車位和約1000格機車停車位；地下二樓為風華美食館；地下1樓至地下3樓為擁有361席座位的中型音樂廳和3座影廳的電影院；地下1樓至3樓為誠品生活松菸店；4樓至13樓為文創辦公室；另一側1至14樓為誠品行旅；14樓則具備可容納300至600人的臺北文創會所展館。

## 事件
2016年3月6日，臺北文創找來的中鹿營造與亞東預拌混擬土代表證實，臺北文創大樓當初在興建時使用含有爐渣的混凝土，為爐渣屋。臺北文創發聲明稿表示，2012年初臺北文創大樓結構工程進行至一半時，監造與施工團隊在一到六樓部分清水混凝土外牆發現有小突起，經日本專家確認是亞東預拌混凝土誤用上游砂石場提供的摻有爐渣的砂所導致。建築師呂欽文表示，為了達到廢物利用、節能減碳，建築物是被鼓勵混入爐渣的，因此國內很多房屋都有爐渣混入，用爐渣造屋也是普遍現象；依照行政院公共工程委員會的施工規範，爐渣佔建築材料的10－15%是正常允許的範圍。
2019年4月24日，臺北文創大樓七樓廁所發現富邦建設許姓男員工上吊輕生。

## 外部連結
- （繁體中文） 臺北文創 （页面存档备份，存于）
- 臺北文創大樓的Facebook專頁
- （繁體中文） 台灣公司資料